# 16 Biggest Hits (álbum de Clint Black)
16 Biggest Hits es un álbum de grandes éxitos del cantante estadounidense Clint Black, lanzado por el sello Legacy Recordings el 11 de abril de 2006. Jason Birchmeier de Allmusic le dio cuatro estrellas de cinco y mencionó que «hay un problema potencial con esta recopilación en particular, sin embargo, está [en] un enfoque equitativo».

## Lista de canciones
| N.º | Título                                            | Escritor(es)                      | Duración |  |
| 1.  | «A Better Man»                                    | Clint Black, Hayden Nicholas      | 3:05     |  |
| 2.  | «Killin' Time»                                    | Black, Nicholas                   | 2:48     |  |
| 3.  | «Nobody's Home»                                   | Black                             | 3:30     |  |
| 4.  | «Put Yourself in My Shoes»                        | Black, Nicholas, Shake Russell    | 3:16     |  |
| 5.  | «Loving Blind»                                    | Black                             | 3:57     |  |
| 6.  | «One More Payment»                                | Black, Nicholas, Russell          | 2:16     |  |
| 7.  | «Burn One Down»                                   | Black, Frankie Miller, Nicholas   | 3:50     |  |
| 8.  | «Half the Man»                                    | Black, Nicholas                   | 3:01     |  |
| 9.  | «Untanglin' My Mind»                              | Black, Merle Haggard              | 3:25     |  |
| 10. | «Summer's Comin'»                                 | Black, Nicholas                   | 2:48     |  |
| 11. | «Like the Rain»                                   | Black, Nicholas                   | 4:22     |  |
| 12. | «Half Way Up»                                     | Black, Nicholas                   | 3:57     |  |
| 13. | «Still Holding On» (Dueto con Martina McBride)    | Black, Matraca Berg, Marty Stuart | 4:39     |  |
| 14. | «Nothin' but the Taillights»                      | Black, Steve Wariner              | 3:53     |  |
| 15. | «The Shoes You're Wearing»                        | Black, Nicholas                   | 3:31     |  |
| 16. | «When I Said I Do» (Dueto con Lisa Hartman Black) | Black                             | 4:28     |  |

- Fuente:[1][2]

## Posicionamiento en listas
| Lista (2006–2007)                           | Posición |
| ------------------------------------------- | -------- |
| Estados Unidos Billboard Top Country Albums | 72       |